# Château de la Seilleraye
Le château de la Seilleraye est un édifice du XVIIe siècle, qui se trouvesur le territoire de la commune de Carquefou (Loire-Atlantique) en France.
Le château avec ses communs, le portail et la grille fait l’objet d’un classement au titre des monuments historiques depuis le 30 décembre 1994. Le parc du château, avec ses fabriques fait l’objet d’une inscription au titre des monuments historiques depuis le 30 décembre 1994.

## Historique
Avant la Révolution, le château fait partie de la seigneurie de la Seilleraye, détenue aux XVIe et XVIIe siècles par la famille Harouys, qui a donné plusieurs maires de Nantes.
Le château actuel est construit en 1671 par l'architecte parisien Delahaye pour Guillaume d'Harouys de La Seilleraye (1611-1699), trésorier des États de Bretagne de 1657 à 1687, fils de Louis (maire de Nantes de 1623 à 1625). Guillaume Harouys étant mort sans postérité, emprisonné à la prison de la Bastille, le domaine passe à la descendance de sa tante Louise, mariée en 1647 à Jean-Baptiste de Becdelièvre, seigneur de la Bunelaye, avocat-général en la chambre des comptes de Bretagne à Nantes (1646), conseiller au parlement de Bretagne (1649) et président à mortier au même parlement (1652).
Il est cité par Madame de Sévigné qui, y faisant halte le 24 septembre 1675, évoque dans une lettre à Madame de Grignan les difficultés rencontrées lors de son édification par Monsieur d'Harouys.
Le château est terminé après 1730 par le marquis de Becdelièvre.
Il passe dans la famille de Courtarvel à la suite du mariage en 1828 d'Aliénor de Becdelièvre avec Claude-René-César de Courtarvel. Leur fille, Alix de Courtarvel, qui en hérite, épouse le marquis Gabriel Louis de Solages et sera la mère de Jérôme Ludovic de Solages. Il est transmis à un autre de ses enfants, Gabrielle de Solages, mariée avec André de Cassin de Kainlis, officier de cavalerie puis maire de Carquefou (1899-1928).
Les jardins ont été redessinés vers 1816. L'intérieur du bâtiment est décoré de lambris XVIIIe siècle qui ont recouvert de très importantes peintures ornementales du XVIIe siècle redécouvertes dans les années 1990, venant compléter des décors figuratifs connus depuis longtemps dans la chapelle et le vestibule.

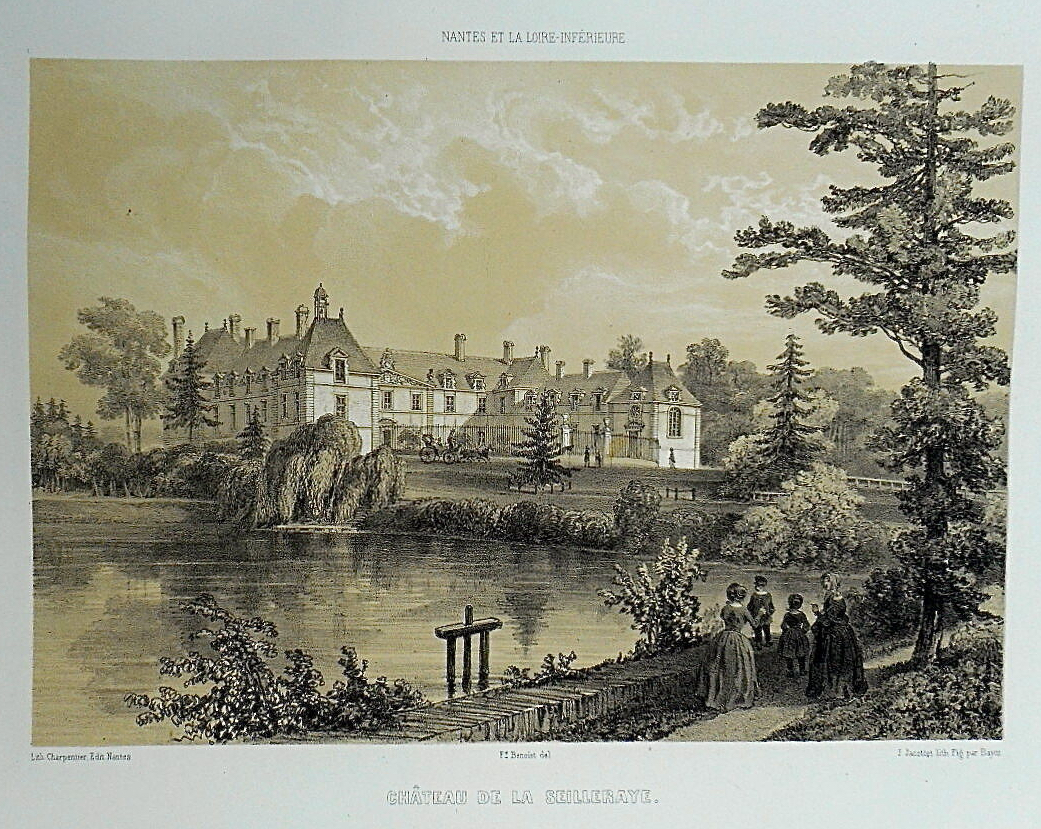
Le château de la Seilleraye, représenté par Félix Benoist.
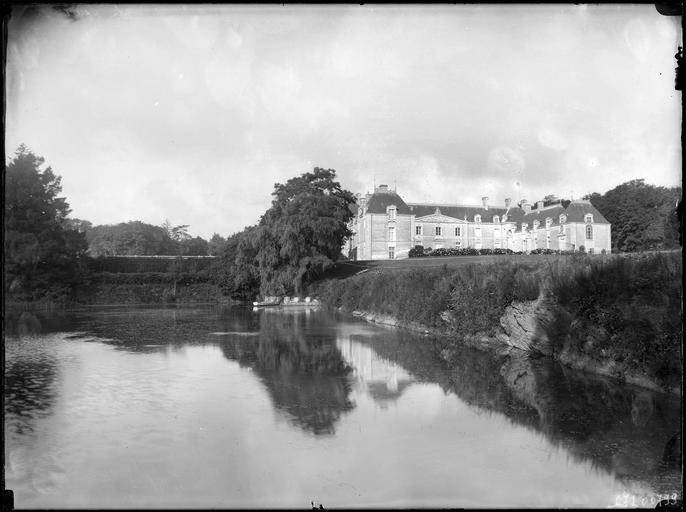
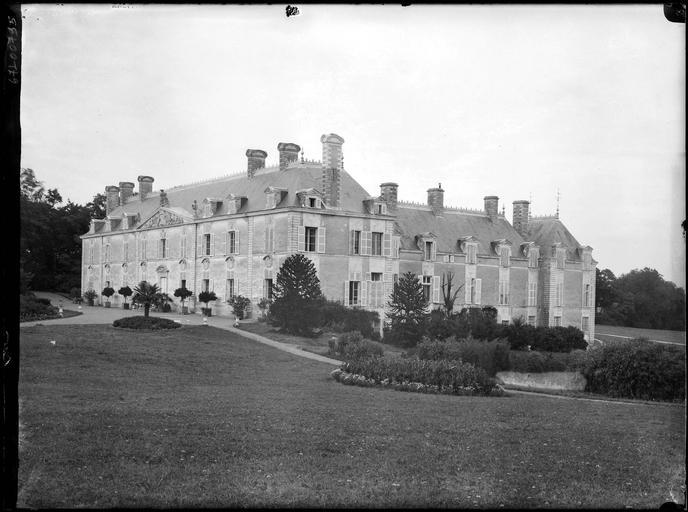

### Aujourd'hui
Pendant la dernière guerre, le château a été acheté (en seconde main) par André Jallais, homme d'affaires nantais, puis il a été occupé par les allemands. Après guerre ce dernier a été exproprié pour la création d'un hôpital ; La procédure a été tellement longue que le CHU de Nantes n'a pas pu concrétiser le projet.
Le château a été utilisé comme maison de cure médicale dépendant du CHU de Nantes.
Il fait l'objet d'une réhabilitation qui a permis d'y installer 25 appartements privés, tandis que 23 maisons doivent prendre place dans les dépendances

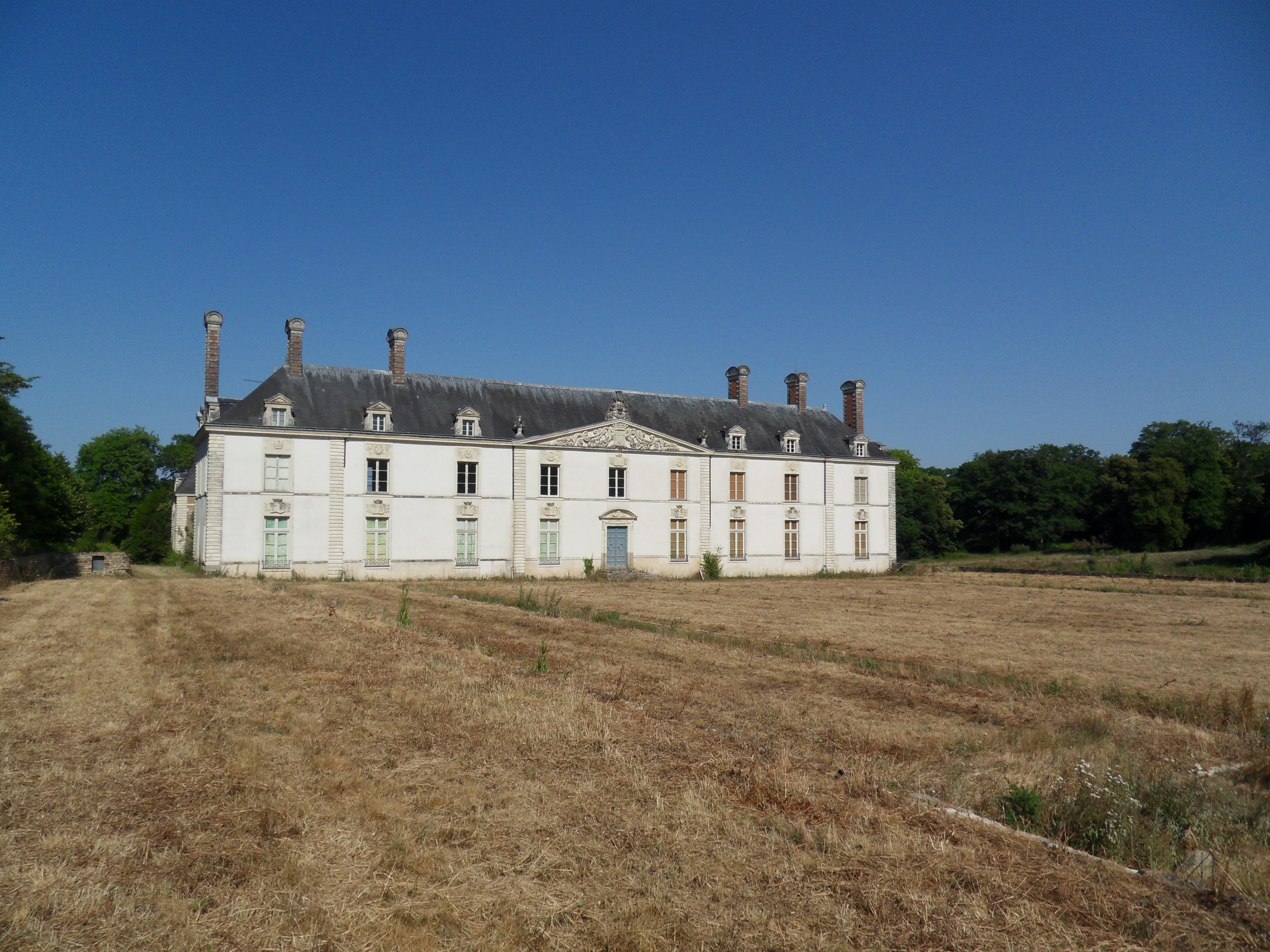